# Zsigmond Czakó
Zsigmond Czakó Sepsiszentgyörgyi (Dej Transsilvània (Romania), 20 de juny, 1820 – Pest (Hongria), 14 de desembre, 1847), fou un actor, dramaturg hongarès.

## Biografia
János Czakó era fill d'un noble terratinent, perceptor reial (recaptador d'impostos) i Katalin Velics de Lászlófalva. Els seus pares li van donar una educació senyorial; va completar els seus estudis d'arts liberals i dret a Cluj-Napoca i Nagyenyed, però no els va acabar, suposadament perquè va col·laborar amb un company d'estudis per fundar una nova religió panteista, que més tard va aparèixer al seu drama Leona. El seu pare, que estava obsessionat amb els experiments alquímics, va ser demandat injustament i va haver de subhastar la finca familiar, però fins i tot després va gastar tots els seus ingressos en experiments, així que a causa de la seva situació d'incertesa existencial, Zsigmond i el seu germà es van traslladar a Torda amb un germà de la seva mare. El febrer de 1840, després de deixar l'escola, Zsigmond Czakó es va convertir en actor. Va treballar primer amb la companyia d' Elek Pály, on va escriure la seva primera obra, La família Chantrey, però ni aquesta ni el seu drama Pintor i vampir, que va escriure com a corista al Teatre Nacional, van ser acceptats per a la representació. El 1842 va anar a Pest, on va ser contractat pel cor del Teatre Nacional amb un petit sou. Quan la seva obra Kalmár és tengerész el va elevar simultàniament a les files dels millors dramaturgs, va ser alliberat del paper de cant, el seu sou es va millorar i el director general nacional Gedeon Ráday li va encarregar la correcció de traduccions antigues i obsoletes. La seva obra Következő Testamentum també va ser un èxit. Els seus companys van competir entre ells per animar-lo, van imprimir els seus drames al preu de la suma recaptada de les signatures dels seus benvolguts i van dedicar tots els ingressos al seu mecenatge.
No obstant això, els drames que va escriure després del seu primer èxit (Leona i A könnyelműek, representat per primera vegada al Teatre Nacional el 25 de febrer de 1847) eren molt més febles que els anteriors, el públic era més fred i la crítica era més dura, cosa que va posar en dubte el jove poeta, que ja estava malhumorat. Creia que crearia una obra que superaria totes les seves obres anteriors. Fruit de la seva determinació va ser la seva última jugada històrica, János lovag. (Es va representar al Teatre Nacional el 13 de març de 1848.) Va llegir el seu manuscrit acabat davant d'alguns dels seus amics, els quals, potser una mica massa estrictament, però amb la sinceritat de la seva convicció, van reconèixer-hi errors essencials i no ho va considerar tan excel·lent com el mateix autor. Això va tenir un efecte tan depriment en ell que poc després de les dures crítiques expressades en el seu cercle d'amics, i sense esperar que la seva obra fos realitzada, es va disparar al cap amb la pistola d'Antal Csengery a la redacció de "Pesti Hírlap". Tot el joven van anar al seu funeral. Tant Petőfi com Arany el van commemorar en poemes.
Va ser enterrat al cementiri de Kerepesi úti, però la seva tomba, que avui es pot veure, va ser erigida després de 1923 per la capital de Székes.

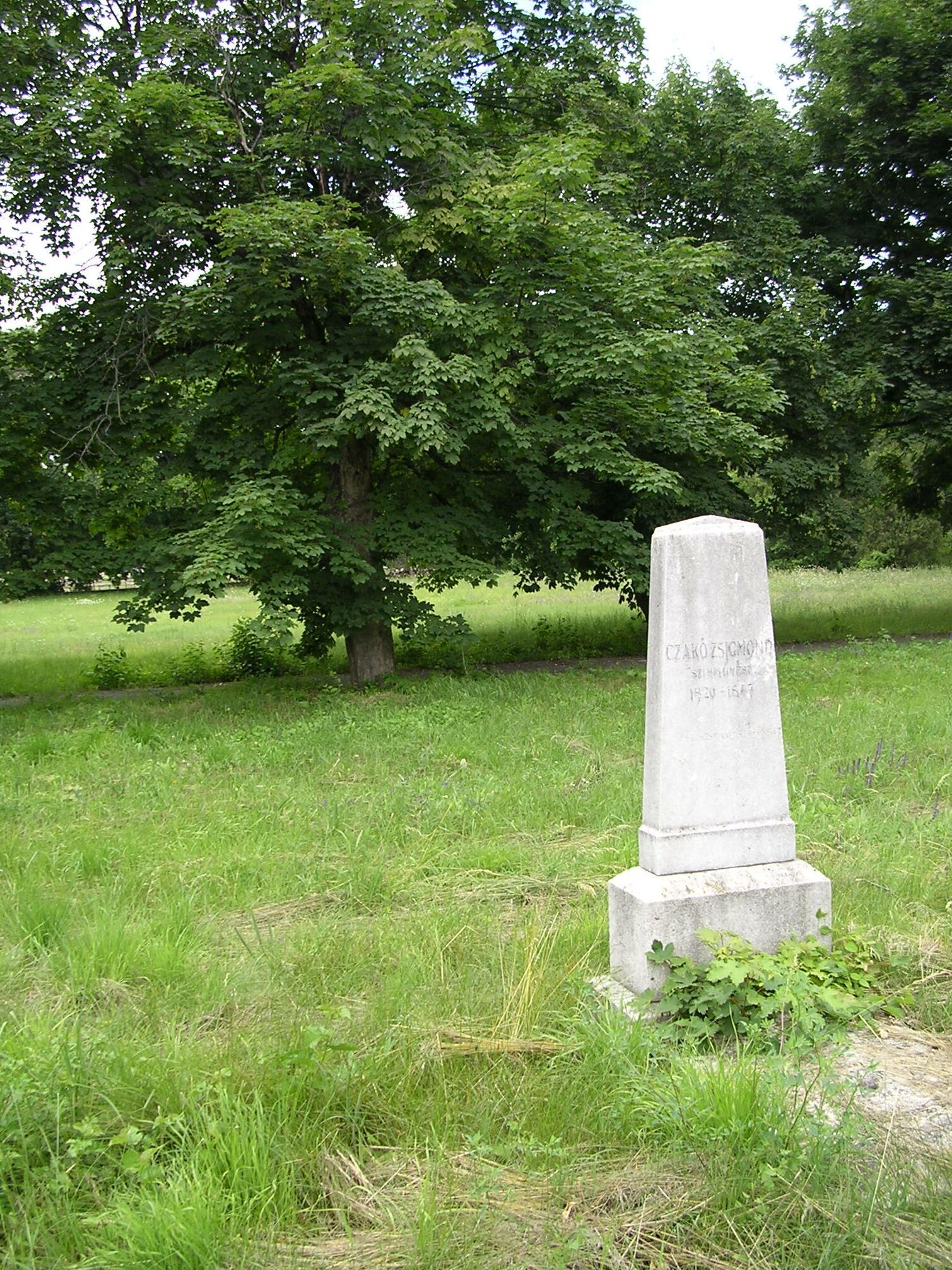
Està enterrat al cementiri de Fiumei Úti (9-4-62)

## Obra
- Kalmár és tengerész, dr. 4 registres Pest, 1845. En línia (Primera representació al Teatre Nacional el 18 de novembre de 1844. Des de llavors s'ha representat quaranta vegades. Ism. P. Napló 1883. 221. Nemzet núm. 234. Alemany amb el títol Kaufman nund Seefahrer Benkert (Kertbeny) traduït lliurement per C. M. 1845 amb data 1 de novembre, però segons la declaració de l'autor, la seva pròpia obra no es coneix de cap manera.)
- Végrendelet, Dr. 5 registres Ibid. 1845. (Primer 21 d'agost. Ism. P. Divatlap 1847. Núm. 3. Greguss Ágost Tanulmányai II. 10. Egyetemes Könyvtár 30. Bpest, 1889.)
- Leona, tragèdia 4 actes. amb jocs previs. Pest, 1846. (Primer 17 d'agost. També publicat per Zerfi a Honderű. També publicat a Magyar Könyvesház 11. Bpest, 1875.)
- Mari, egy anya a népbő, cançó popular 4 actes. Segons Dennery i Maillan trans. Ibídem 1846.
- Totes les obres de Zsigmond Czakó. Va ser editat per a la premsa i presentat amb una biografia de József Ferenczy. Pest, 1883–84. (Biblioteca Nacional XXXIV. XXXVII. Ism. Acord núm. 158 de 1883)

Polemitzat amb Gábor Egressy a Life Pictures; publicà un article al Pesti Hirlap (1847, núm. 848): Sobre la forma administrativa actual del teatro nacional; a part d'aquests, res més va ser publicat per ell als diaris de la mateixa època. Entre les seves obres restants, Szent László i el seu temps (6 de desembre de 1854. Els estudis d'Ágost Greguss II. 24. També es va representar al Teatre Nacional l'1 de gener de 1860 i el 25 d'agost de 1882. Ism. Ferenc Badics. a Fővárosi Lapok 1882. núm. 194 i József Keszler a az Ellenőr 1882. núm. 435.), que es publica a Délibáb cz. es va publicar el (1853). El Hölgyfutár (núm. 38 de 1861) va portar el seu poema escrit al llibre commemoratiu (Pest, 6 de març de 1843), la seva dramàtica anagogia de 1445 i 1845 al Főv. Papers 1868 i dues cartes de Pest, octubre de 1843. 13 de març i 1844. 6.) l'Oposició de Cluj-Napoca (núm. 252 de 1887), Áldozat és hála, la seva obra, que va escriure el 1844, tampoc es va representar.
El seu retrat va ser dibuixat sobre pedra per Barabás el 1846 i imprès amb la seva signatura per A. F. Walzel a Pest.